# ابومی-کالاوی
ابومی-کالاوی (به لاتین: Abomey-Calavi) یک سکونتگاه مسکونی در بنین است که در استان آتلانتیک واقع شده‌است.

## خصوصیات
ابومی-کالاوی ۶۵۰ کیلومترمربع مساحت و ۶۵۵٬۹۶۵ نفر جمعیت دارد و ۵۴ متر بالاتر از سطح دریا واقع شده‌است.